# GP2X
GP2X é um console portátil de código aberto baseado em Linux que combina funções como videogame e media player e é fabricado e vendido pela GPH (GamePark Holdings) da Coreia do Sul.